# 滝川村 (愛媛県)
滝川村（たきかわむら）は、愛媛県喜多郡にあった村。現在の大洲市の北部、予讃線・伊予白滝駅の周辺にあたる。

## 地理
- 山岳：滝山、壺神山、足山、皿ヶ森
- 河川：肱川

## 歴史
- 1889年（明治22年）12月15日 - 町村制の施行により、戒川村・加屋村・大越村の区域をもって発足。
- 1922年（大正11年）1月1日 - 柴村と合併して白滝村が発足。同日滝川村廃止。

## 経済
農業
『大日本篤農家名鑑』によれば、滝川村の篤農家は「樫尾訥蔵、竹内嘉直」などである。

## 交通

### 鉄道路線
- 愛媛鉄道
  - 愛媛鉄道線（現・予讃線）
    - 加屋駅（現・伊予白滝駅）